# دارن کمپیون
دارن کمپیون (انگلیسی: Darren Campion؛ زادهٔ ۱۷ اکتبر ۱۹۸۸) بازیکن فوتبال اهل بریتانیا است.
از باشگاه‌هایی که در آن بازی کرده‌است می‌توان به باشگاه فوتبال وورکینگتون ای. اف. سی، باشگاه فوتبال ردیچ یونایتد، باشگاه فوتبال کارلایل یونایتد، باشگاه فوتبال تلفورد یونایتد، باشگاه فوتبال ووستر سیتی، و باشگاه فوتبال سولیهال مورس اشاره کرد.